# Reichsnährstand

Emblem des Reichsnährstands

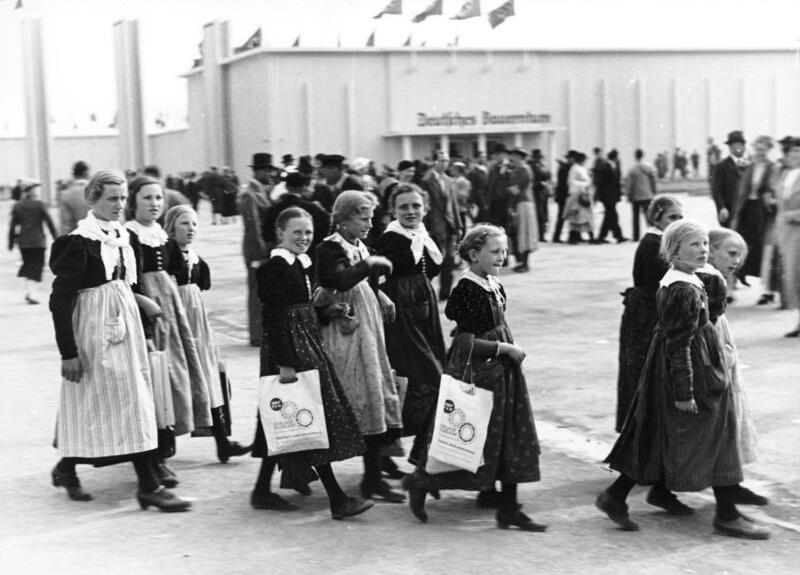
Ausstellung des RNST in München: Kindergruppe auf der Theresienwiese im Mai 1937

Der Reichsnährstand (RNST) war eine berufsständische Körperschaft der Agrarwirtschaft und Agrarpolitik im Deutschen Reich in den Jahren 1933 bis 1945, die als Körperschaft des öffentlichen Rechts (Selbstverwaltungskörperschaft) mit eigener Satzung sowie eigenem Haushalts-, Beitrags- und Beamtenrecht eingerichtet war und bis 1948 bestand. Sitz des Reichsnährstandes war seit 1933 die spätere Reichsbauernstadt Goslar. Das Reichserntedankfest wurde zwischen 1933 und 1937 als zentrale Veranstaltung auf dem Bückeberg in der Nähe Hamelns gefeiert.
Die Arbeit des RNST konzentrierte sich vor allem auf die Lenkung der Produktion, des Vertriebs und der Preise von landwirtschaftlichen Erzeugnissen. Zudem gehörten die sozialen und kulturellen Belange seiner Mitglieder zu seinen Aufgaben.
Anhaltende Auseinandersetzungen des RNST mit den Gauleitern und der Deutschen Arbeitsfront führten im Laufe der Jahre zu einer Aushöhlung der organisatorischen Selbstverwaltung. So wurde der RNST, der im polykratisch organisierten nationalsozialistischen Herrschaftssystem eine Politik als „halbstaatliche“ Institution betrieb, mit Beginn des Zweiten Weltkrieges mehr und mehr zu einem Instrument des Landwirtschaftsministeriums beziehungsweise der Partei.

## Entstehung
Mit der Machtübernahme der NSDAP wurden im Reichsnährstand unter der Leitung des „Reichsbauernführers“ Walther Darré, der in Personalunion auch an der Spitze des Reichsministeriums für Ernährung und Landwirtschaft und des Reichsamtes für Agrarpolitik stand, sämtliche Personen gleichgeschaltet, die an der Erzeugung und dem Absatz landwirtschaftlicher Produkte beteiligt waren. Organisatorisch wurde dies erreicht durch eine Untergliederung des RNST in Landes-, Kreis- und Ortsbauernschaften, die jeweils von einem (Landes-, Kreis- oder Orts-)bauernführer kontrolliert wurden.
Institutionell waren von der Vereinheitlichung die landwirtschaftlichen Genossenschaften, Marktverbände und Vereinigungen betroffen.
Der Reichsnährstand entstand acht Wochen nach der Amtsübernahme von Walther Darré, der seit August 1930 erfolgreich einen personell und organisatorisch umfangreichen „agrarpolitischen Apparat“ (aA) in der Weimarer Republik aufgebaut hatte, und seinem Staatssekretär Herbert Backe am 13. September 1933 mit dem „Gesetz über den vorläufigen Aufbau des Reichsnährstandes“. Im § 2 des Gesetzes heißt es: „Der Reichsminister für Ernährung und Landwirtschaft kann den Reichsnährstand oder einzelne seiner Gruppen ermächtigen, die Erzeugung, den Absatz, sowie die Preise und Preisspannen von landwirtschaftlichen Erzeugnissen zu regeln, wenn dies unter Würdigung der Belange der Gesamtwirtschaft und des Gemeinwohls geboten erscheint.“ Am 26. September 1933 wurde Darré vorweg ermächtigt, „feste Preise für Getreide festzusetzen“, und am 8. Dezember 1933 folgte die grundlegende „Erste Verordnung über den vorläufigen Aufbau des Reichsnährstandes“, der sich 1934 eine differenzierte Marktordnung in allen Bereichen der Landwirtschaft anschloss.
Die Nationalsozialisten standen nun vor der Aufgabe, die Bauern auch in den süddeutschen und katholischen Gebieten zu gewinnen, um ihrer Herrschaft eine stabile Basis zu geben und ihr Blut-und-Boden-Programm zu verwirklichen. Zunächst gelang es ihnen, alle namhaften Bauernvereinigungen wie den Reichslandbund oder die einflussreiche Vereinigung der christlichen Bauernvereine zur Reichsführergemeinschaft zu vereinigen. Mit dem Gesetz über den vorläufigen Aufbau des Reichsnährstandes wurden alle in der Landwirtschaft, Fischerei und Gartenbau tätigen Personen und Betriebe gleichgeschaltet und in der Landwirtschaftskammer zwangsvereinigt. Das Reichsgebiet wurde in 26 Landesbauernschaften gegliedert. Diesen unterstand die Kreis- und hierarchisch darunter die Ortsbauernschaft mit ihren jeweiligen örtlichen Bauernführern.
Gestoppt werden sollte mit diesen Maßnahmen auch die Landflucht. Zwischen 1933 und 1939 verringerten sich die Arbeitsplätze in der Landwirtschaft um 440.000 auf 1,4 Millionen Menschen. Ein weiteres Ziel war die Kontrolle der Produktion, des Vertriebes und der Preise im Agrarbereich. In gewissem Umfang gelang es dem Regime, den Selbstversorgungsanteil Deutschlands von 68 Prozent im Jahre 1928 auf 83 Prozent im Jahre 1938 zu steigern. Auch eine Produktionssteigerung war zu verzeichnen, aber auch höhere Preise landwirtschaftlicher Produkte im Inland im Vergleich zu den Weltmarktpreisen.

## Organisation
Der Reichsnährstand gliederte sich auf Reichsebene in das Stabsamt und in das Verwaltungsamt.

### Das Stabsamt
Das Stabsamt wurde von Hermann Reischle geleitet, einem der stärksten Verfechter der Blut-und-Boden-Ideologie. Es gliederte sich in folgende Stabshauptabteilungen:
1. Wirtschaft
2. Recht
3. Zwischenvölkische Bauern- und Landwirtschaftsfragen
4. Reichsschulen des Reichsnährstandes
5. Aufklärung
6. Bauerntumskunde und bäuerliches Standeswesen
7. Blutsfragen des deutschen Bauerntums

### Das Verwaltungsamt
Es gliederte sich in drei Reichshauptabteilungen:
1. Der Mensch
Diese Abteilung war zuständig für die ideologische Erziehung und die Überwachung der so genannten Blutreinheit der Bauernschaft.
2. Der Hof
Diese Abteilung war zuständig für die Produktion und deren Mittel.
3. Der Markt
Hier wurde die Verteilung organisiert und Angebot und Nachfrage sowie die Preise kontrolliert.

## Konfliktebenen und Umwandlungsprozesse

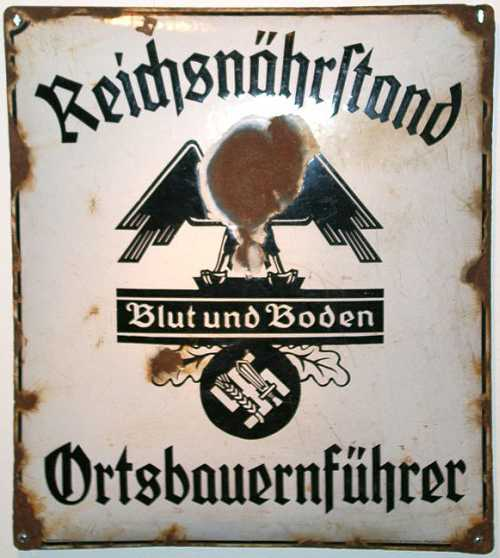
Kennzeichnung der Dienststelle

Infolge von Streitigkeiten zwischen RNST und Gauleitungen erstellte der Stellvertreter des Führers Rudolf Heß im Januar 1935 eine „Verfügung“ über das Verhältnis von Reichsnährstand und Partei. Darin untersagte Heß einerseits „allen Parteigliederungen irgendwelche Eingriffe in die sachlichen Aufgaben des Reichsnährstandes“ vorzunehmen, womit er die Sicherstellung der „Ernährungsgrundlage des deutschen Volkes“ ins Blickfeld nahm. Andererseits hieß es dort: „Während der personelle Einfluß der Hoheitsträger der Partei auf das Amt für Agrarpolitik als einer Einrichtung der Partei direkt gewährleistet ist, sollen darüber hinaus künftig auch Neuernennungen von Orts-, Kreis- und Landesbauernführern des Reichsnährstandes nur noch im Benehmen mit den zuständigen Gauleitern erfolgen.“ Zu einem Ende der Kompetenzrangeleien führte diese Verfügung indessen nicht.
Rund zwei Wochen nach der endgültigen Entmachtung von Darré – Anfang Mai 1942 – unterstellte Herbert Backe, der gleichsam das Reichsministerium für Ernährung und Landwirtschaft führte, am 16. Mai 1942 die „Reichs- und Landeshauptabteilungen I“ des Reichsnährstandes personell und institutionell dem Reichsamt für Agrarpolitik und den ihm untergeordneten Gauämtern für Agrarpolitik, was einer endgültigen Demontage des ursprünglichen Aufbaus des RNST und einer Umwandlung desselben in einen rein ernährungspolitischen Apparat gleichkam. Die NSDAP übernahm fortan die grundsätzliche agrarpolitische Ausrichtung, und die Blut-und-Boden-Apologeten und Agraristen fielen somit in den direkten Zuständigkeitsbereich der Partei.
Der Reichsnährstand überdauerte die deutsche Niederlage 1945 und wurde, um die Versorgungslage (besonders im Hungerwinter 1946/47) nicht zusätzlich zu verschlechtern, zunächst nicht aufgelöst. Zudem war er vom Nürnberger Kriegsverbrechertribunal nicht als „verbrecherische Organisation“ (laut „Gesetz Nr. 1 zur Aufhebung nationalsozialistischer Gesetze des Alliierten Kontrollrates“) eingestuft worden. Im amerikanisch-britischen Besatzungsgebiet wurde er erst am 21. Januar 1948 aufgelöst. Die Überleitung dauerte länger: bis 1961 wurde das Vermögen und bis 1973 die Anträge der verdrängten Versorgungsberechtigten des Reichsnährstandes (das bedeutet, der aus den verlorenen Ostgebieten geflüchteten Funktionsträger des RNST mit Pensionsansprüchen) abgewickelt. Sein juristisches Ende fand der Reichsnährstand erst, als die letzten Pensionen ausgezahlt waren und am 13. April 2006 das Reichsnährstands-Abwicklungsgesetz aufgehoben werden konnte.

## Veröffentlichungen des Reichsnährstandes

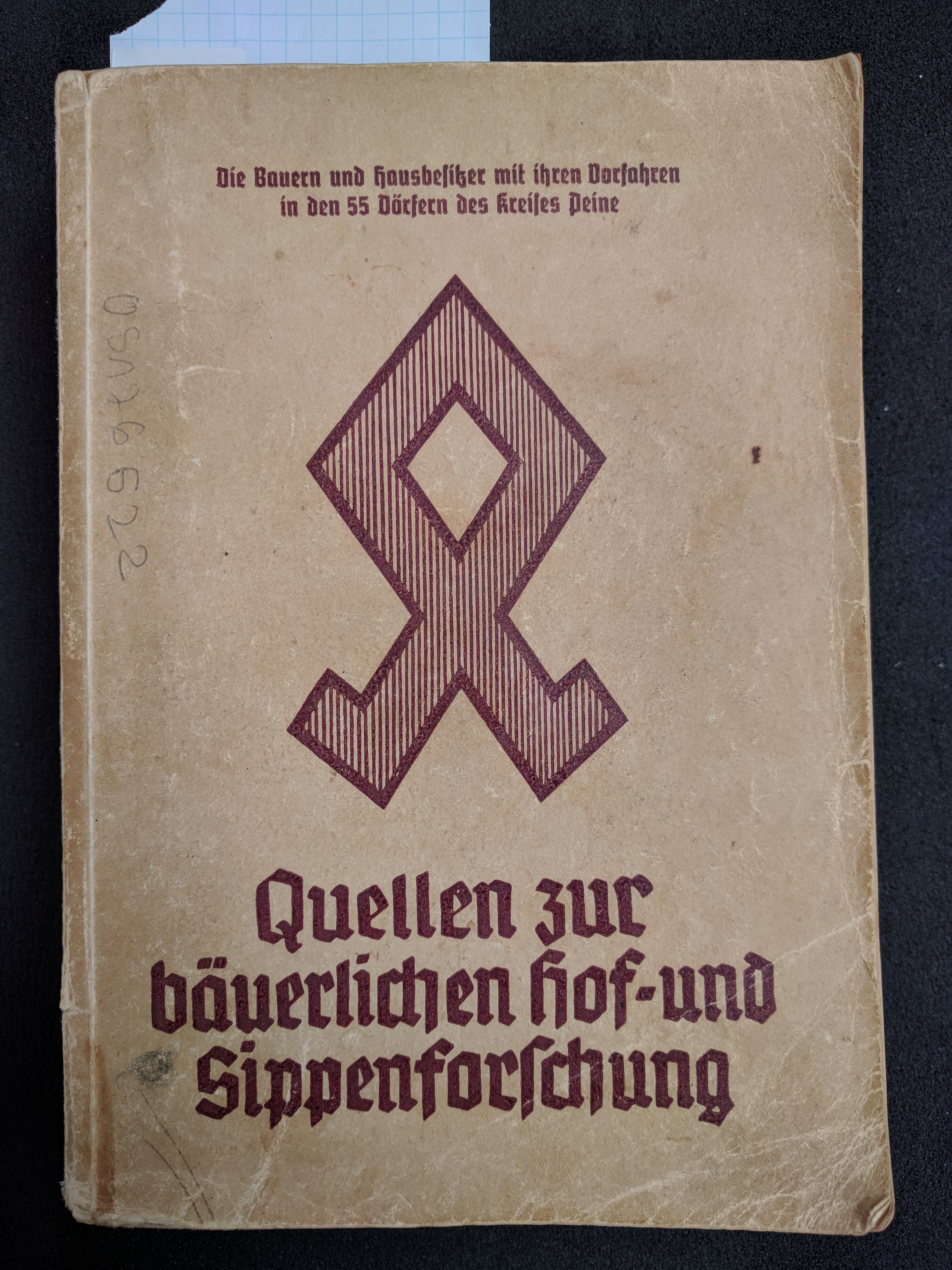
Buch zur bäuerlichen Hof- und Sippenforschung des Kreises Peine, Veröffentlichung des Verwaltungsamtes des Reichbauernführers, Goslar 1938.

### Landwirtschaftliche Lehrbuch-Reihe
Herausgegeben von Karl Marquis in Goslar, erschienen in der Reichsnährstand-Verlagsgesellschaft mbH, Berlin ab 1935 mit ständig erweiterten Auflagen:
- Otto Tornau: Der Boden. 1942.
- Alfred Heyl: Die Pflanzen. 1935, 8. Auflage, 1943.
- Peter Carstens, Alexander Werner: Viehhaltung und Fütterung. 8. Auflage, 1943.
- Artur Schürmann: Nutzungslehre. 1935, 8. Auflage, 1943.
- Johann von Leers: Bauerntum. 1937; 7. Auflage, 1940 (= 96.–110. Tsd.), 8. Auflage, 1942, 9. Auflage, 1943.

### Zeitschriften
Herausgegeben von der Reichsnährstand-Verlagsgesellschaft mbH, Berlin:
- Der Deutsche Erwerbsgartenbau
- Der Deutsche Forstwirt
- Der Deutsche Weinbau
- Deutsche Landwirtschaftliche Genossenschaftszeitung
- Die Deutsche Fischwirtschaft
- Die Deutsche Landfrau (Chefredakteurin Anne-Marie Koeppen)
- Futterbau und Gärfutterbereitung
- Landvolk im Sattel
- Mitteilungen für die Landwirtschaft
- NS-Landpost
- Recht des Reichsnährstandes
- Verkündungsblatt des Reichsnährstandes[12]
- Wochenblatt der Landesbauernschaft Sachsen[13]
- Zeitschrift für Obst-, Wein- und Gartenbau

### Sonstige Veröffentlichungen
- Dienstnachrichten des Reichsnährstandes (nur für den Dienstgebrauch)[14]